# Oued Sabah
Oued Sabah, ou Oued Sebbah, est une commune de la wilaya de Aïn Témouchent en Algérie.

## Géographie

### Lieux-dits, quartiers et hameaux
La commune compte 28 douars et 3 grandes agglomérations.
|                               | Misserghin (Grande Sebkha) (Wilaya d'Oran) |          |
| Sidi Boumedienne; Aïn El Arba | Oued Sabah                                 | Tamzoura |
|                               | Tessala (Wilaya de Sidi Bel Abbès)         |          |